# Con amor a Mexico
Con Amor a México è il quinto album della cantante italiana Filippa Giordano, pubblicato nel 2009.
Si tratta del primo disco dell'artista i cui testi sono interamente in lingua spagnola.

## Successo commerciale
Il disco riscosse un grande successo in Messico, rimanendo per 40 settimane nella rispettiva classifica e ricevendo un disco d'oro nel 2010.

## Tracce
1. Contigo Aprendì – 3:14
2. Perfidia – 3:28
3. Somos Novios – 3:08
4. No Me Platiques Mas – 3:57
5. Solamente Una Vez – 3:29
6. No Volveré – 4:28
7. Cien Años – 3:28
8. La Puerta – 4:02
9. Sabor A Mi – 3:40
10. La Barca – 3:27
11. Échame A Mi La Culpa – 3:23
12. Amanecì En Tus Brazos – 3:37

## Classifiche
| Classifica (2009) | Posizione massima |
| ----------------- | ----------------- |
| Messico           | 23                |